# 이모티: 더 무비
《이모티: 더 무비》(영어: The Emoji Movie)는 2017년 미국의 코미디 애니메이션 영화로, 제목에서 그대로 드러나는 대로 에모지를 소재로 한다. 토니 리언디스 감독이 연출하고 T. J. 밀러, 일라나 글레이저, 제임스 코든, 패트릭 스튜어트 등이 성우로 참여한다.

## 줄거리
진은 중학생 앨릭스의 스마트폰 안에 있는 디지털 도시 텍스토폴리스에 사는 이모지다. 그는 멜과 메리라는 두 meh 이모지의 아들이며, 다른 이모지들과 달리 여러 표정을 지을 수 있는데, 이는 못마땅하게 여겨진다. 그의 부모는 그가 일하러 가는 것을 꺼리지만, 진은 자신이 유용하다고 느끼기 위해 고집한다.
짝사랑하는 애디 맥캘리스터에게서 문자 메시지를 받은 앨릭스는 그녀에게 이모지를 보내기로 결정한다. 선택되자마자 진은 의도치 않게 당황한 표정을 지으며 문자 센터를 망가뜨린다. 그는 스마일리 이모지이자 문자 센터의 리더인 스마일러에게 불려가는데, 스마일러는 진이 "오작동"이므로 삭제해야 한다고 결론 내린다. 진은 봇들에게 쫓긴다. 그는 한때 인기 있었지만 사용되지 않아 명성을 잃은 하이파이브에게 구조된다. 하이파이브는 해커를 찾으면 진을 고칠 수 있다고 말하고, 둘은 모험을 떠난다. 진은 "정상적인" 이모지가 되기 위해, 하이파이브는 다시 인기를 얻기 위해.
스마일러는 진이 텍스토폴리스를 떠났다는 것을 알게 되자 더 많은 봇을 보내 그를 찾는다. 진의 행동으로 인해 앨릭스는 자신의 휴대폰을 수리해야 한다고 생각하게 되었기 때문이다. 진과 하이파이브는 불법 복제 앱에 도착하고, 그곳에서 드롭박스에 도달하여 클라우드에서 살기를 원하는 해커 이모지인 제일브레이크를 만난다. 세 명은 스마일러의 봇들에게 공격받지만, 게임 캔디크러쉬사가로 탈출한다. 제일브레이크는 진이 클라우드에서 고쳐질 수 있다고 설명하고, 일행은 저스트 댄스 앱으로 향한다. 그곳에서 제일브레이크는 고정관념에 지쳐 집을 떠난 공주 이모지임을 고백한다. 그들은 다시 봇들에게 공격받고, 그들의 행동으로 인해 앨릭스는 저스트 댄스 앱을 삭제한다. 진과 제일브레이크는 탈출하지만, 하이파이브는 앱과 함께 잡혀서 휴지통으로 들어간다.
멜과 메리는 아들을 찾아 나서고 매우 무기력한 말다툼을 한다. 그들은 인스타그램 앱에서 화해하는데, 멜이 실수로 반한 표정을 보여주어 그도 오작동이며 진의 행동을 설명한다. 스포티파이를 여행하면서 제일브레이크는 진의 있는 그대로의 모습이 좋다고 인정하고 오작동에 대해 부끄러워할 필요가 없다고 말한다. 둘은 사랑에 빠지기 시작하고 진은 자신을 바꿀지에 대해 고민한다. 그들은 휴지통에 도착하여 하이파이브를 구하지만, 곧 불법 맬웨어로 업그레이드된 봇에게 공격받는다. 그들은 봇의 팔을 얽히게 하여 회피하고 드롭박스로 들어간다. 그곳에서 그들은 방화벽을 마주친다. 여러 번의 시도 끝에 일행은 애디의 이름이 비밀번호인 방화벽을 통과하고 클라우드에 도착하는데, 제일브레이크는 진을 재프로그래밍할 준비를 한다. 진은 제일브레이크에 대한 자신의 감정을 고백하지만, 그녀는 클라우드 탐험 계획을 고수하기를 원하고, 의도치 않게 진은 실연으로 인해 무감각한 프로그래밍으로 돌아간다. 갑자기 업그레이드된 봇이 클라우드에 몰래 들어와 진을 붙잡고, 하이파이브와 제일브레이크는 공주 모습으로 제일브레이크가 소환한 트위터 새로 그를 쫓아간다.
스마일러가 진을 삭제할 준비를 할 때, 멜과 메리가 도착한다. 멜은 자신도 오작동임을 모두에게 인정하고, 스마일러는 그도 삭제하겠다고 위협한다. 제일브레이크와 하이파이브가 도착하여 봇을 무력화시키고, 봇은 스마일러 위로 떨어진다. 앨릭스는 휴대폰의 기능을 복원하기 위해 기술 지원이 수행하는 공장 초기화를 바라며 휴대폰을 상점에 가져갔는데, 이 작업이 완료되면 진의 세계는 완전히 파괴될 것이다. 절망에 빠진 진은 자신을 애디에게 문자 메시지로 보내기로 결심하고, 자신을 표현하기 위해 수많은 표정을 짓는다. 애디가 자신에게서 문자를 받았다는 것을 깨달은 앨릭스는 거의 끝나가던 공장 초기화를 취소하여 이모지들을 구하고, 마침내 앨릭스가 보낸 이모지를 좋아하는 애디와 이야기하게 된다. 진은 자신을 있는 그대로 받아들이고 모든 이모지들에게 축하받는다.
미드 크레딧 장면에서, 스마일러는 봇에게 이빨이 부러져 여러 교정기를 착용하고 다른 사용되지 않고 잊힌 이모지들과 함께 "루저 라운지"로 격하되어 Go Fish 게임을 하며 패배한다.

## 출연진
- T. J. 밀러 - 진
- 일라나 글레이저 - 제일브레이크
- 제임스 코든 - 하이파이브
- 패트릭 스튜어트 - 풉
- 마야 루돌프 - 스마일러
- 스티븐 라이트 - 멜 메이
- 롭 리글 - 아이스크림
- 제니퍼 쿨리지 - 메리 메이
- 제이크 T. 오스틴 - 알렉스

### 한국어 더빙
- 심규혁: 진
- 신경선: 하이파이브
- 김서영: 제일 브레이크
- 이재현: 스마일
- 한상덕: 떵
- 김현심: 아키코 글리티

## 같이 보기
- 자본주의에 대한 비판
- 사이버 문화